# Pycreus unioloides
Pycreus unioloides är en halvgräsart som först beskrevs av Robert Brown, och fick sitt nu gällande namn av Ignatz Urban. Pycreus unioloides ingår i släktet Pycreus och familjen halvgräs. Inga underarter finns listade i Catalogue of Life.